# Marinette, Wisconsin
Marinette este sediul comitatului Marinette,  statul Wisconsin, Statele Unite ale Americii.